# Renault Traktor RK
Renault Traktor RK war ein Traktormodell des Herstellers Renault Agriculture, der ehemaligen Traktorensparte des französischen Automobilherstellers Renault. Er wurde von 1930 bis 1938 gebaut und hatte eine Motorleistung von 15 kW (20 PS). Es wurden 113 Exemplare gebaut.